# 日本警察
日本的警察（日语：／ keisatsu */?），根據日本《警察法》第2條第1項規定，是保護個人生命、身體及財產、預防犯罪、鎮壓及搜查、逮捕疑犯、管制交通，負責維持其他公共安全及秩序的公務員。經適當訓練而實際執行警察活動的警務人員称为警察官。而在警察機構裡工作的職員，而负责文职工作的職員稱為事務吏員。负责警务科技研究、技术侦察与情报监听的职员則稱為技術吏員。

## 歷史

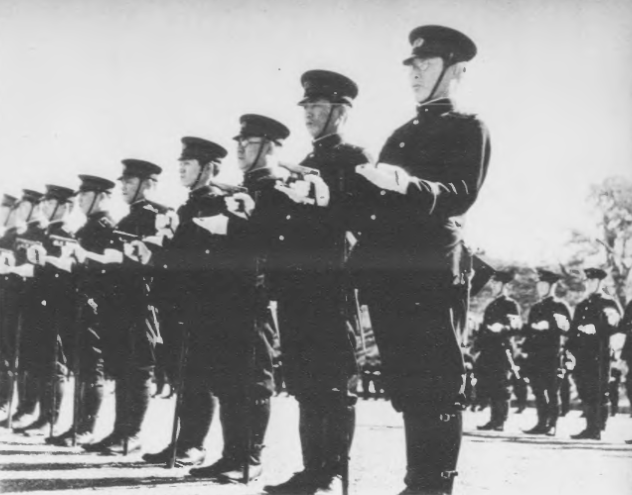
1938年，手持白朗寧M1910的特別警備隊。

日本的警察制度是由明治政府創立，於1871年（明治4年）設置的「邏卒」為日本警察之雛形。在明治時代初期，警察權主要由兵部省、刑部省等所擁有。但隨著警察的設立，1871年警察權則改由司法省所統籌，東京府邏卒移交司法省所管理。明治政府推行了川路利良從法國學習而來的制度改革，把作為統籌機構的警保寮移交內務省，在1874年設立了作為首都警察的東京警視廳。
以後的日本警察，雖然大多是在國家主導體制之下，由管轄的中央省廳委任權限，但最終還是歸由內務省所委任。這樣一來，使內務省方面的國家警察、由國家直屬的首都警察・警視廳、及由各道府縣知事直接管理下成立的地方警察體制逐漸成形。
戰後聯合國軍最高司令官總司令部把一直以來的日本警察廢除，1948年另外訂定《警察法》。雖然國家地方警察與自治體警察曾實行過地方分權，但1954年修正的《警察法》把警察廳、警視廳及各道府縣的警察統一直至現在。

## 职责

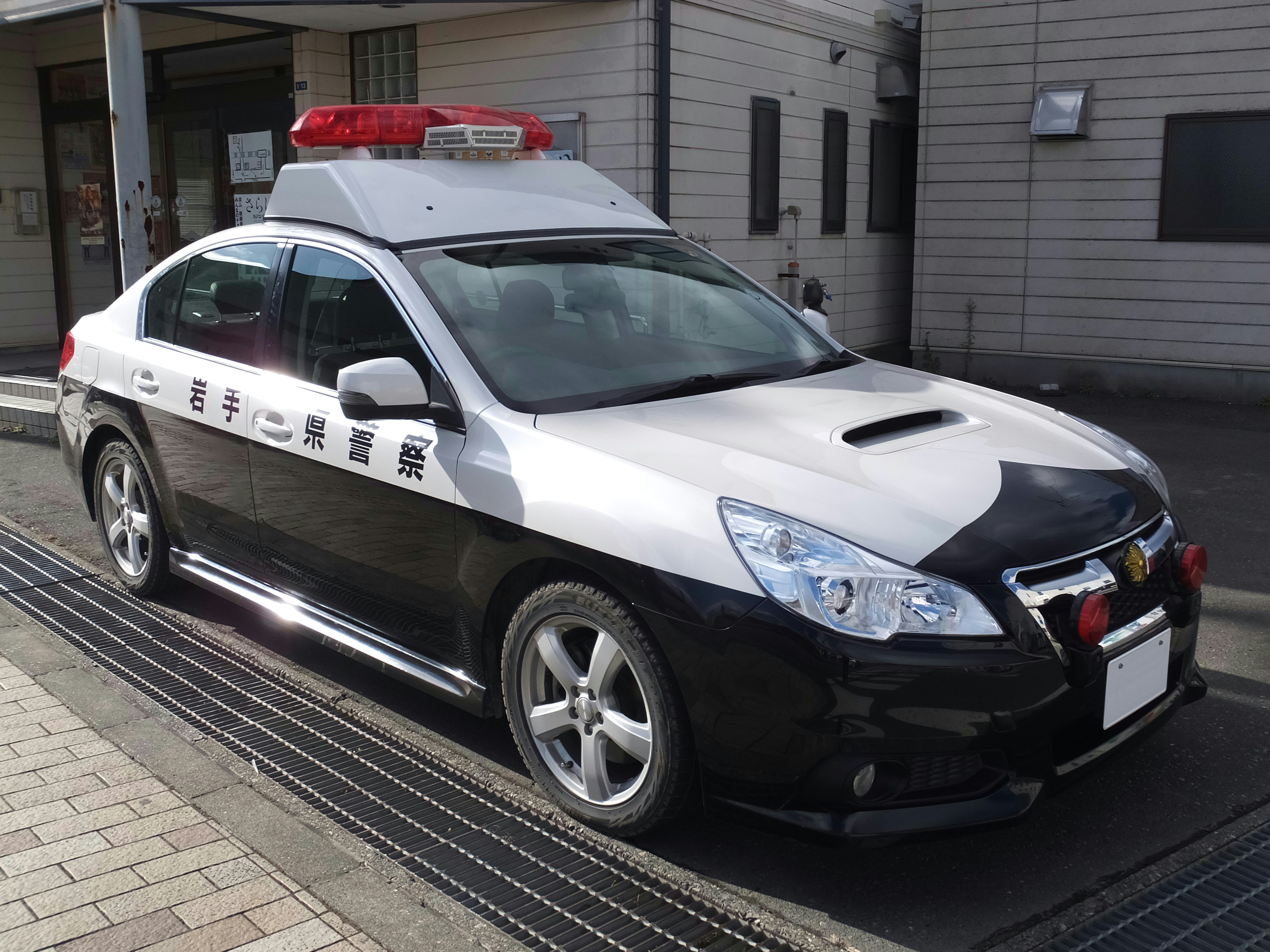
岩手縣警察警車

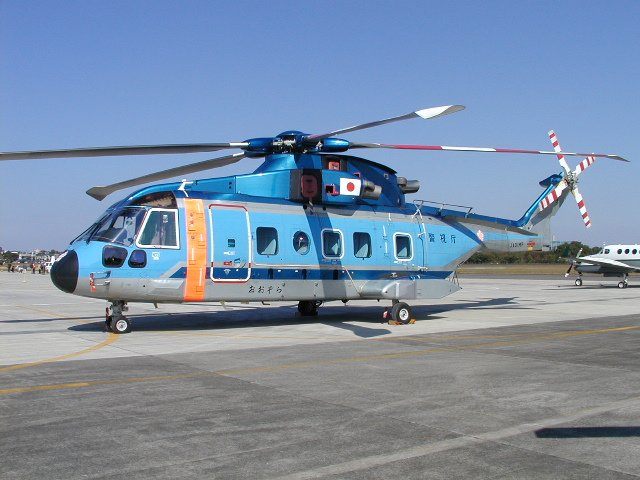
警用EH101直升機

日本的警察活動主要分為兩類：為了預防犯罪發生以及維持治安等的活動稱為行政警察活動；搜查已發生的罪案及逮捕犯人等的活動則稱為司法警察活動。而於事前預防騷動及內亂為目的的公安警察活動，及鎮壓為目的的治安警察活動，則在廣義上已被包含於行政警察活動之中。但因為兩者是針對市民人權而行使的強大公權力，故常會作特別處理。

## 組織
日本的警察組織包括
- 國家機關內閣府的外局，國家公安委員會管理下的警察廳，
- 警察廳的地方機關，東北、關東、中部、近畿、中國、四國與九州的7個管區警察局，與
- 各都道府縣公安委員會管理下的警察本部。

各都道府縣的警視廳與警察本部屬於地方自治體機構。東京都的警察本部爲警視廳，其首長爲警視總監，而非本部長。
全國只有東京都及北海道兩個一級行政區沒有設置屬於國家機構的管區警察局。這是因為東京都及北海道與管區擁有同等的領域及規模，且東京都的警視廳與北海道警察本部已經擁有管區警察局的機能，由警察廳直接指揮、調整較有效率。
至於北海道公安委員會方面，其管轄範圍分為5區：除直轄札幌地域之外，在函館、旭川、北見、釧路4個地域則設置地域的公安委員會。在這個劃分之下，北海道警察也在各個地域設置地域總部（例如北海道警察釧路地域總部）。但由於札幌地域屬於直轄，故沒有札幌地域總部（直接稱為北海道警察本部）。
警察廳及管區警察局主要負責政策及管理方面的事務，至於搜查、控制等警察的實質職務，亦即「現場」（實動部隊）的角色則委任警視廳及各道府縣警察總部負責。而皇宮警察總部，其性質雖屬於「現場」的組織，但因其屬於國家管理，故它是警察廳的附屬機構。
但在自衛隊方面，鑒於基地等設施內的特殊性，有關控制隊內罪行均須根據自衛隊法作特例處理，原則上並非由都道府縣警察執行，而是由從自衛官中任命的警務官及助理警務官，組織成為警務隊（相當於其他國家的憲兵）等執行搜查任務。但是組成的警察仍然確保與警察及海上保安廳等其他機構作緊密聯繫（例如在處理1970年發生的三島由紀夫及「盾之會」闖入及佔領陸自東部方面總監部事件、及在2005年相繼發現的自衛官藥物污染事件等）。而且，在隊外發生的罪行故之然涉及各都道府縣警察的管轄權。
國際間罪行以及規管各國警察組織間的連結，則由已有182個國家警察加盟的國際刑警組織所管轄。日本於1952年加盟。

## 规章制度

### 警察階級

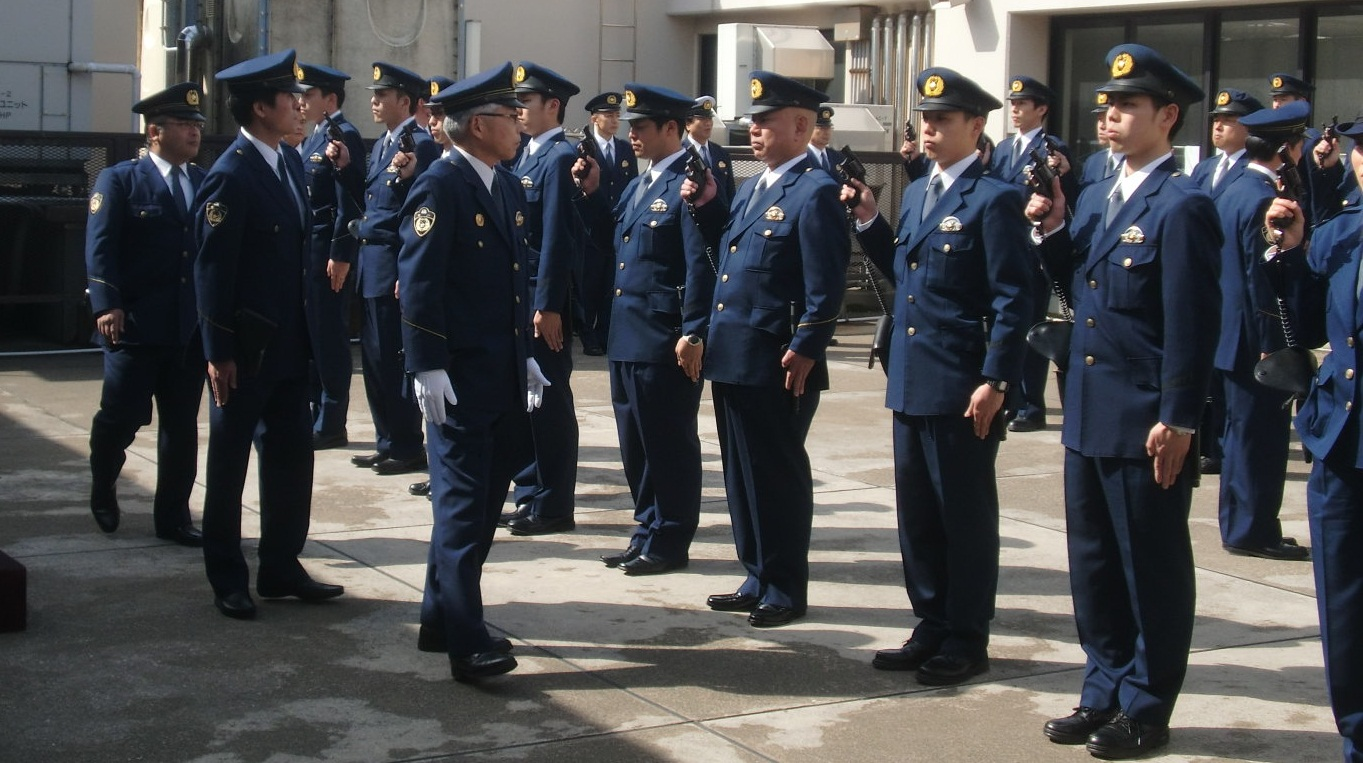
正在接受校阅的石川县警察。

根據《警察法》第62條，日本警察共分為9個階級。
- 警察廳長官（由首相任命，位於警察法的階級之外，也沒有階級章，但會配以比警視總監的階級章多出一個日章，即合計5個日章的「警察廳長官章」，作為肩章使用。）
- 警視總監（警視廳首長）
- 警視監（警察廳次長、警察廳各局長、警視廳副總監、管區警察局長、道・府・大規模縣警察總部長、警察大學之校長等）
- 警視長（警察廳課長、中小規模縣警察總部之總部長、大規模警察總部之部長級等）
- 警視正（警察廳理事官、警視廳課長、縣警察總部之部長級、大規模警察署之署長級）
- 警視（署長級：警察總部之參事官、中小規模警察署之署長、縣警察總部之課長　其他：副署長・次席、警察總部之管理官、調查官、警察署之刑事官、地域官等）
- 警部（警察署之各課長、縣警察總部之助理課長級等）
- 警部補（警察署之係長級）
- 巡查部長（警察署之主任級）
- 巡查長（有關巡查長之規則（昭和42年國家公安委員會規則第3號）而訂定之稱呼及職位。根據警察法上仍為巡查）
- 巡查

| 序列       | 階級外     | 階級外   | 第1位    | 第1位  | 第2位  | 第2位  | 第3位  | 第3位  | 第4位  | 第4位 | 第5位 | 第5位 | 第6位 | 第6位  | 第7位  | 第7位    | 第8位    | 第8位    | 第8位  | -                 | -                 | -                 | 第9位         | 第9位         | 第9位         | 第9位         | 第9位         | 第9位         | 第9位         | 第9位         | 第9位         | 第9位         | 第9位         | 第9位         |
| ---------- | ---------- | -------- | -------- | ------ | ------ | ------ | ------ | ------ | ------ | ----- | ----- | ----- | ----- | ------ | ------ | -------- | -------- | -------- | ------ | ----------------- | ----------------- | ----------------- | ------------- | ------------- | ------------- | ------------- | ------------- | ------------- | ------------- | ------------- | ------------- | ------------- | ------------- | ------------- |
| 胸章       |            |          |          |        |        |        |        |        |        |       |       |       |       |        |        |          |          |          |        |                   |                   |                   |               |               |               |               |               |               |               |               |               |               |               |               |
| 警察廳長官 | 警察廳長官 | 警視總監 | 警視總監 | 警視監 | 警視監 | 警視長 | 警視長 | 警視正 | 警視正 | 警視  | 警視  | 警部  | 警部  | 警部補 | 警部補 | 巡查部长 | 巡查部长 | 巡查部长 | 巡查长 | 巡查长            | 巡查长            | 巡查              | 巡查          | 巡查          | 巡查          | 巡查          | 巡查          | 巡查          | 巡查          | 巡查          | 巡查          | 巡查          | 巡查          |               |
| 肩章       |            |          |          |        |        |        |        |        |        |       |       |       |       |        |        |          |          |          |        | Second Lieutenant | Second Lieutenant | Second Lieutenant | Officer Cadet | Officer Cadet | Officer Cadet | Officer Cadet | Officer Cadet | Officer Cadet | Officer Cadet | Officer Cadet | Officer Cadet | Officer Cadet | Officer Cadet | Officer Cadet |

擔任警視監、警視長及警視正階級的人，若在警察廳（包括管區警察局）工作的話必然是國家公務員，但在都道府縣警察工作的（包括警視總監）雖仍為國家公務員，但這些人會被特別地稱作地方警務官。而擔任警視、警部、警部補、巡查部長、巡查（包括巡查長）階級的人，若在警察廳（包括管區警察局）工作的話故之然亦是國家公務員，但除此之外在都道府縣警察工作的地方警察職員，則會被稱為地方公務員。
所以警視以下的階級，正式的官名會有所分別。若屬於國家公務員的話稱為「警察廳警視」及「警察廳警部」等；若屬於地方公務員的話則稱為「○○縣警視」及「○○縣警部」等。（東京都的話就是「警視廳警視」及「警視廳警部」）
在巡査中有一個特別的升遷制度，就是選拔一部分通過巡查部長考試但尚未升等的資深且具有領導能力的巡查任命為「巡查長」。升為巡查長後，其職責及待遇均高於一般巡査，而且也會獲配一個階級章。但因並非根據國家公安委員會的規則所設立的制度，所以不算是正式的階級，法律上仍屬於巡查而已。（正確應稱為「作巡查長身份的巡查」）

### 报警电话

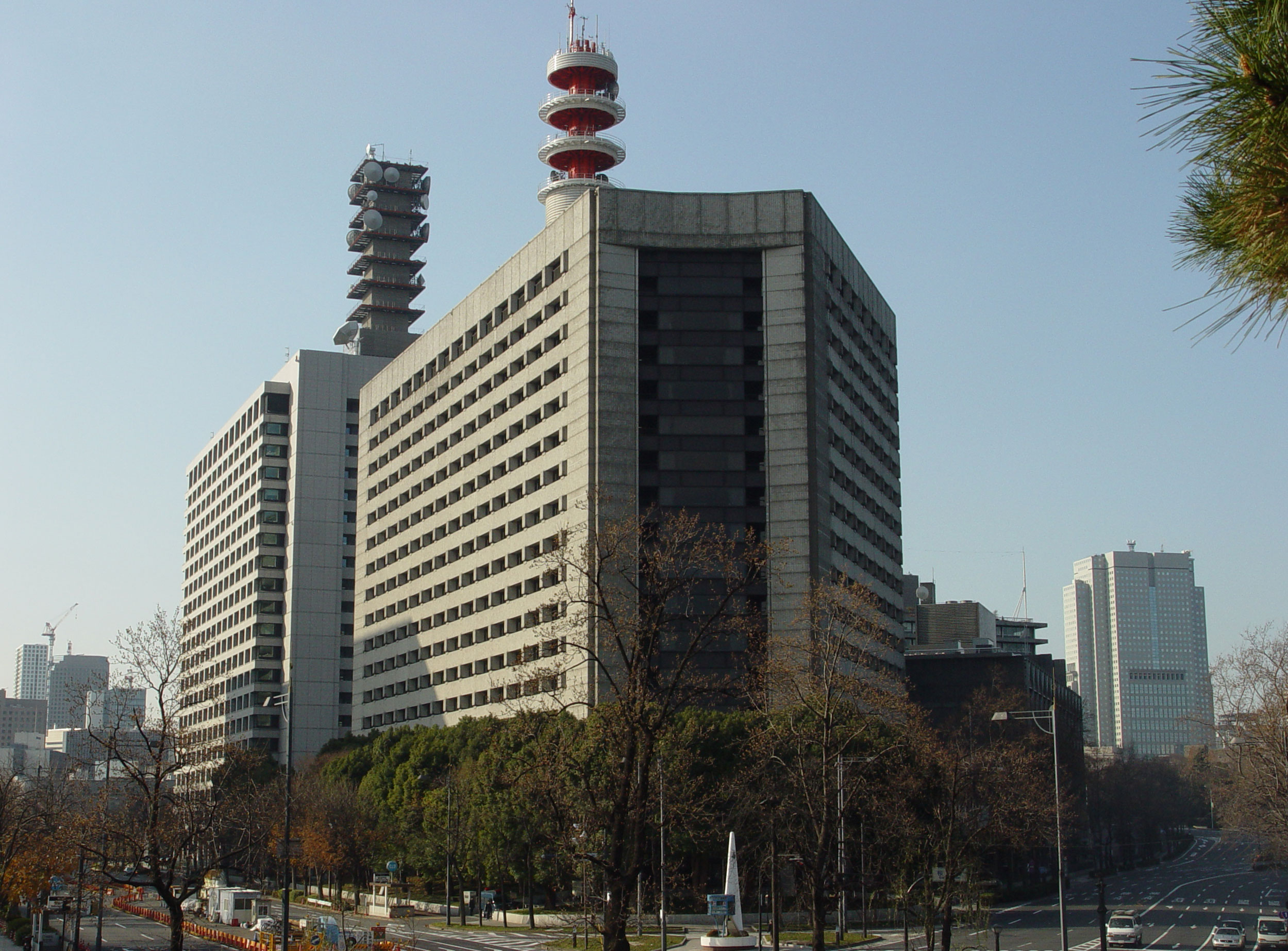
警視廳

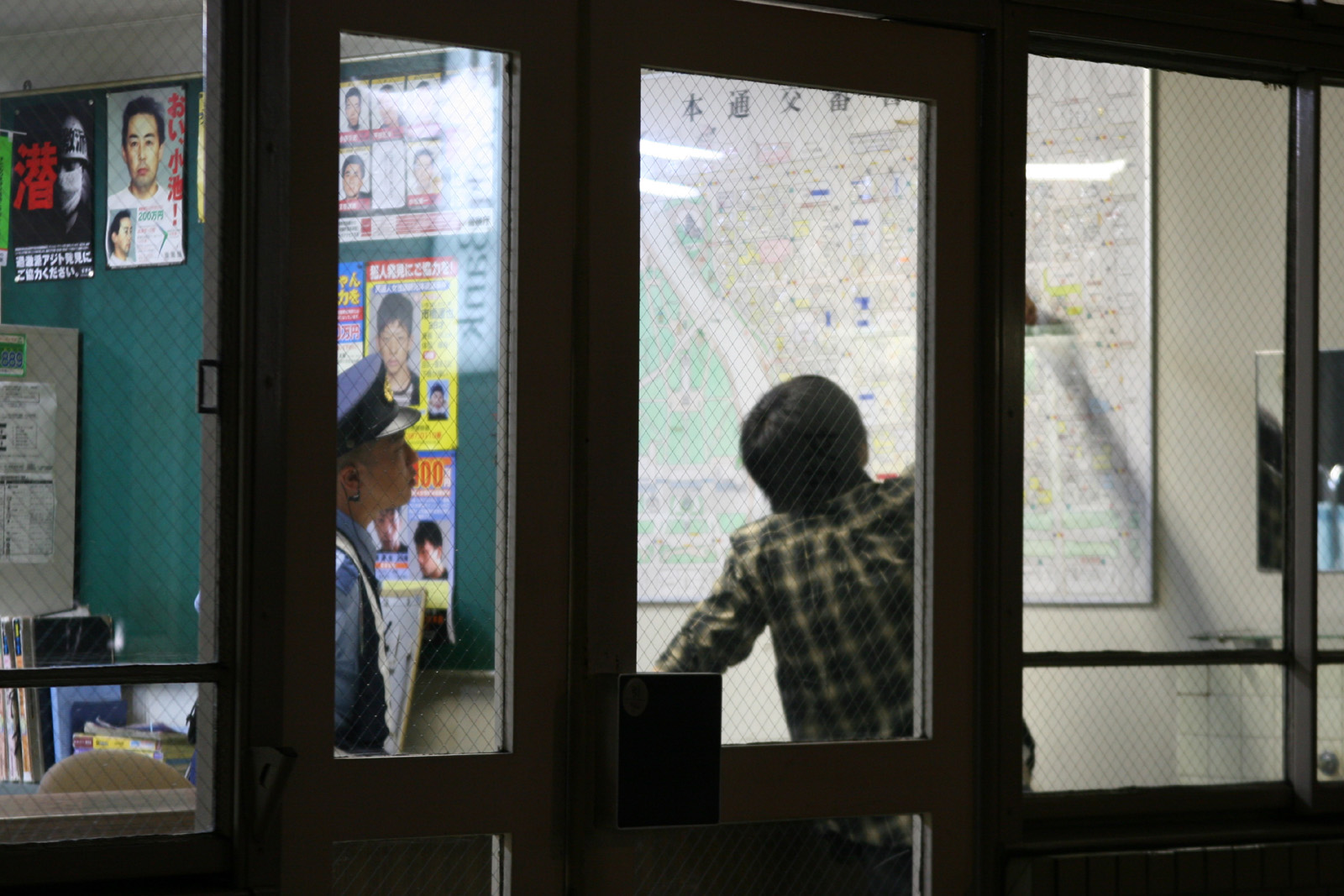
廣島市中區派出所

在日本，發生事件時市民緊急通報警察用的電話號碼為「110」號。撥打「110」號後，將會連接到各都道府縣警察總部的通信司令室・110號受理臺。待確認案發地點及內容後，由管轄地的警察署派出警察官。但是如果案發地點接近警察署管轄地域的邊界，那麼管轄署的出動往往需要花費不少時間。另外、由於電話上0跟9號的位置接近，在緊急事件時常有人會錯撥消防與救護車的「119」號。
由於警察的直通電話號碼「110」號眾所周知，故常有關於警察的查詢也使用了「110」號。所以有部份地區設置了回撥專用的查詢號碼「#9110」。也有一些地區把號碼合起來成為「0110」，使民眾容易從「110」號連想出來。
在1954年統一為「110」號之前，根據地區不同而有「110」、「118」及「1110」號等的差別。

## 參閱
- 警察廳長官
- 警視廳
- 派出所
- 駐在所
- 特殊急襲部隊
- 皇宮警察本部
- 機動隊
- 警察本部（日语：警察本部）（日語）
- 臺灣日治時期
- 台灣總督府警察